# Clube dos Funcionários da Companhia Siderúrgica Nacional

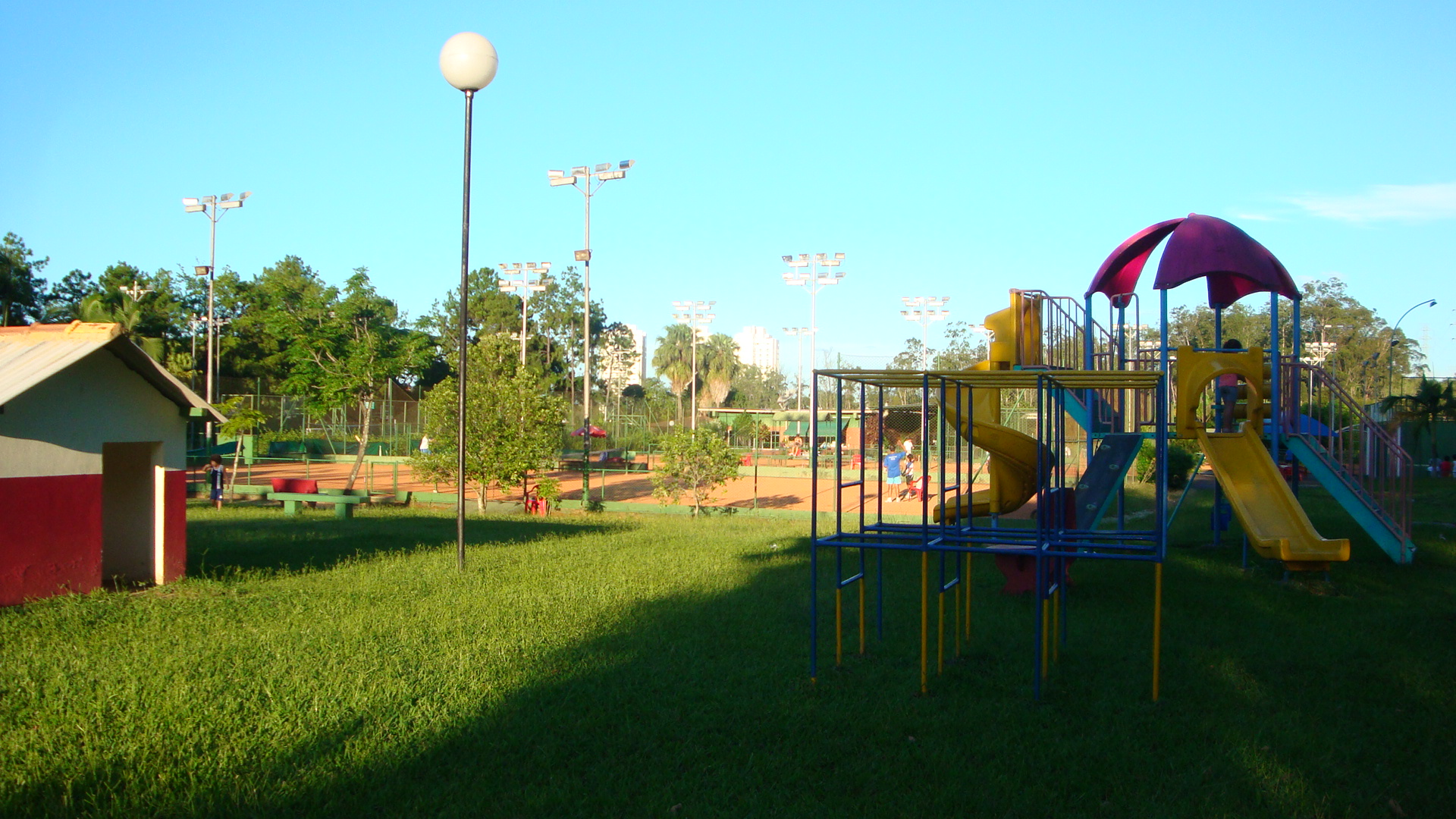
Foto do parque do Clube

O Clube dos Funcionários da Companhia Siderúrgica Nacional foi fundado em 19 de fevereiro de 1942, por iniciativa de servidores da Companhia Siderúrgica Nacional residentes em Volta Redonda , município do Estado do Rio de Janeiro e oferece estrutura para o treinamento de Tênis, Natação, Saltos Ornamentais, Basquetebol e Basquetebol em Cadeira de Rodas.

A instalação possui quadras de saibro, uma piscina de 50m e um tanque de saltos ornamentais. O local oferece ainda sala para condicionamento físico e musculação, sala de primeiros socorros, sala de reuniões com equipamentos multimídia, sala privada para a gerência da delegação, restaurantes e lanchonetes, área de descanso, saunas seca e a vapor e segurança com controle de acesso.

## Experiência em eventos esportivos
O clube possui experiência em sediar eventos regionais, como o Campeonato Rio-Minas de Basquetebol Sub-15 e Sub-17 e etapas regionais de Natação, em 2011. Entre os atletas que treinaram no clube, destaque para o nadador Thiago Pereira, que conquistou 12 medalhas de ouro nos Jogos Pan-Americanos (seis nos jogos de 2007, no Rio de Janeiro, e outros seis no de jogos de 2011, em Guadalajara). A equipe adulta disputou vários estaduais e se sagrou campeã em diversas edições da antiga Federação Fluminense de Basquetebol.

Em 2013, o clube assinou uma parceria com o Volta Redonda FC para abrigar o departamento amador de futebol do clube, atendendo a crianças e jovens com idade entre quatro e 17 anos, nas categorias Sub-7, Sub-9, Sub-11, Sub-15 e Sub-17.